# Atlantdvärgrall
Atlantdvärgrall (Laterallus rogersi) är världens minsta nu levande flygoförmögna fågel. Den har en mycket begränsad utbredning på en enda ö i Sydatlanten och anses därför vara hotad.

## Utseende och läten
Atlantdvärgrallen är en liten (17 cm) och mycket mörk, flygoförmögen rall. Undersidan är mörkgrå, ovansidan mörkt rostbrun. Den korta näbben är svart, benen grå och ögat rött. Vuxna fåglar uppvisar också varierande grad av vit bandning på flanker och buk. Ungfågeln är överlag brunaktig med mörkt öga. Bland lätena hörs högljudda drilla, mjuka "tchik" och hårda "chip" som varningsläte.

## Utbredning och systematik
Fågeln är endemisk och förekommer endast på Inaccessible Island sydväst om Tristan da Cunha. Den placeras traditionellt som enda art i släktet Atlantisia, men en studie från 2019 visar att arten ingår in en klad av rallar inom släktet Laterallus, med huvudsaklig utbredning i Sydamerika. Dess närmaste släkting är den fläckvingade dvärgrallen.

## Utseende och levnadssätt
Atlantrallen förekommer i alla habitat på Inaccessible Island och föredrar att röra sig i skydd av tät vegetation.

## Status
Den antogs tidigare vara nära utrotning, men populationen uppskattas idag till 5600 vuxna individer. Med tanke på dess begränsade utbredning samt det potentiella hotet från en introduktion av predatorer, kategoriserar IUCN arten som sårbar.

## Namn
Atlantdvärgrallens beskrevs 1923 av Percy Lowe, som gav den det vetenskapliga släktnamnet Atlantisia, efter den mytologiska ön Atlantis. Det vetenskapliga artnamnet rogersi hedrar Henry Martyn Rogers (1879–1926), brittisk missionär och boende på Tristan da Cunha 1922–1925. På svenska har den även kallats atlantrall, men justerades 2020 av BirdLife Sverige för att bättre återspegla dess släktskap med övriga dvärgrallar.